# میدان‌جیک (شاوشات)
میدان‌جیک (به لاتین: Meydancık، به گرجی: დიობანი) یک منطقه مسکونی در ترکیه است که در استان آرتوین و شهرستان شاوشات واقع شده است.